# Église Notre-Dame-des-Accoules de Marseille
Pour les articles homonymes, voir Accoules (homonymie).
L'église Notre-Dame-des-Accoules est une ancienne collégiale médiévale située dans le quartier des Accoules à Marseille, rasée pendant la Révolution à l'exception du clocher classé aujourd'hui monument historique. En 1820, une crypte et un calvaire sont aménagés devant le mur du fond de l'église détruite. À partir de 1824, une nouvelle église est construite à droite du calvaire.
L'ensemble se situe au no 10 de la place Daviel, dans le 2e arrondissement de Marseille.

## La collégiale Notre-Dame-des-Accoules

### Étymologie
Notre-Dame-des-Accoules (collégiale de la ville basse), devait son nom à sa structure en forme d'arc quasi per angulos et arcuatim constructa, quelques auteurs croient que le mot « accoules » a pour étymologie deux mots latins acquis fluentibus à cause d'une source qui coulait à proximité, qui alimentait dans l'Antiquité un ruisseau dont on a retrouvé la trace vers le port, dans la fouille de la place Jules-Verne. Cependant l'église des Accoules étant de style gothique méridional, la première hypothèse serait la bonne.

### Origine
Suivant la tradition cette église est bâtie sur les ruines du temple de Minerve. En 1033, les religieuses de l'abbaye Saint-Sauveur de Marseille reçues dans l'enclos de Notre-Dame-des-Accoules, en ont été les rectrices.
En 1060, la mention Sancta Maria ad Acuas l'associe aux biens du monastère qui est alors rattaché à l'abbaye Saint-Victor. Dès 1064, la délimitation de la paroisse est réalisée avec celle de Saint-Martin. On rend la justice devant le portail de l'église place du Palais (aujourd'hui place Daviel).
L'église fait l'objet d'une reconstruction en 1205, connue par une inscription sur une colonne que l'on a conservée. Elle est probablement reconstruite au XIVe siècle car elle présente des caractéristiques gothiques : avant sa destruction, elle était divisée en cinq travées, matérialisées à l'extérieur par des arcs-boutants.

### Description
L'église médiévale, adossée à la butte de l'observatoire, comprenait deux sanctuaires superposées. L'accès se faisait par un vaste perron sur le flanc sud de l'édifice au bas de la montée des Accoules. L'ensemble avait cinquante mètres de long, vingt mètres de large et trois nefs hautes de dix à dix-sept mètres.

### Démolition
En 1793, l'église des Accoules accueille les assemblées d'une section communale engagée dans l'insurrection fédéraliste contre la Convention. Après la défaite des fédéralistes, les représentants du peuple en mission dans le département des Bouches-du-Rhône ordonnent de raser les bâtiments qui leur ont servi de « repaires » (arrêté du 17 nivôse an II (6 janvier 1794)). L'Hôtel de ville échappe de justesse à la démolition. En revanche Notre-Dame-des-Accoules, comme plusieurs autres édifices, n'échappe pas à la punition infligée à la Ville-sans-Nom.
La démolition de l'église, mise aux enchères, est attribuée à l'entrepreneur J.-Ch. Caillol le 13 floréal an II (2 mai 1794). Le chantier donne pendant des années à la place du Palais un aspect désolé. Il ne se termine qu'en 1808, après des rappels à l'ordre du préfet Delacroix puis du préfet Thibaudeau, grâce à la main-d'œuvre fournie par les ateliers de charité.
De cet important édifice gothique seul le clocher est conservé, épargné car son horloge donne l'heure à tous les travaux du port et de la ville, ainsi que le mur du fond qui a conservé les traces ogivales des trois nefs de l'édifice détruit. Il est classé monument historique par arrêté du 7 juillet 1964.

## Le calvaire

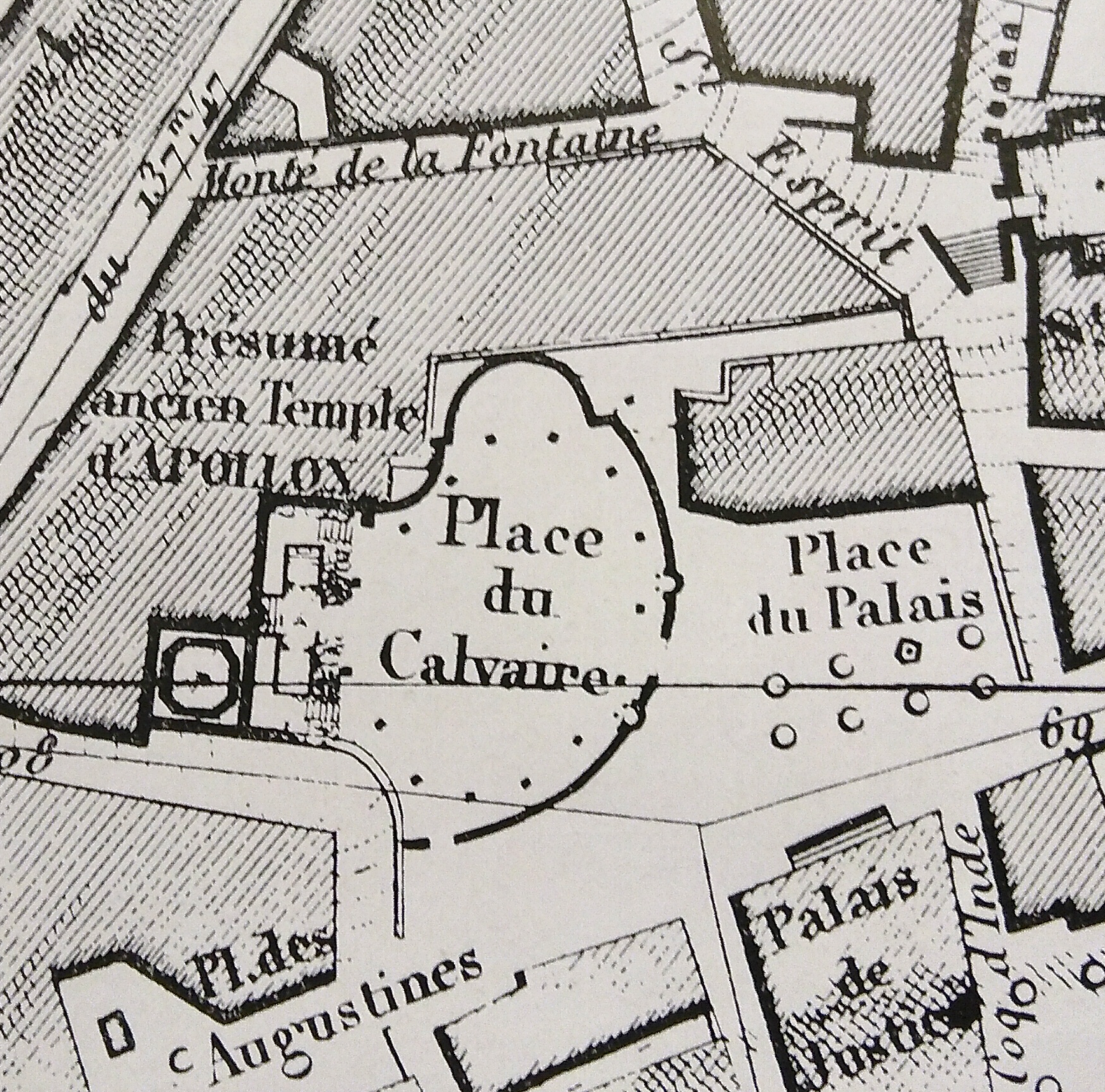
La place du Calvaire avant la construction de la nouvelle église..

En 1820, une crypte figurant le Saint-Sépulcre surmontée d'un calvaire en rocaille est aménagée contre le mur du fond de l'ancienne église. Devant, la place du Calvaire est nivelée et close par une grille.
Le 2 janvier 1820 débute une mission évangélisatrice post-révolutionnaire prêchée dans toutes les paroisses de Marseille. Elle est dirigée par l'abbé de Forbin-Janson, supérieur de la Mission de France, qui prêche dans les quartiers neufs. C'est à lui que revient l'idée du calvaire inspirée par un voyage en Palestine. Dans la vieille ville Eugène de Mazenod, fondateur des Missionnaires de Provence, prêche en langue provençale.
Le 27 février 1820, la traditionnelle croix de fin de mission est solennellement érigée sur le calvaire, au soir d'une journée de procession qui a parcouru toute la ville. Dans le contexte d’alliance du trône et de l'autel de la restauration monarchique cette « restauration religieuse » vient symboliquement effacer un acte révolutionnaire et redonner au lieu son ancienne vocation.
La mission et la plantation de la croix se déroulent dans une grande ferveur populaire, mais aussi dans un climat politique troublé. Le 7 janvier 1820, le théâtre de Marseille donne une représentation de Tartuffe. Un nouveau journal libéral, Le Phocéen, dirigé par Alphonse Rabbe prend pour cible les prêches et tourne en dérision le calvaire et son immense crucifix. La nouvelle de l'assassinat du duc de Berry connue quelques jours avant la procession ajoute encore aux craintes des autorités. Pendant la mission, le préfet fait patrouiller les troupes dans la ville, le maire place des observateurs dans les églises. La garde nationale et les troupes jalonnent le parcours de la procession.
Le poète Victor Gelu évoque dans ses mémoires cette procession, ce « barnum », dont il est témoin à l'âge de quatorze ans :
« Je me trouvais sur la Cannebière [sic] au moment où le crucifix gigantesque et son immense cortège furent embarqués au quai Monsieur pour l'hôtel de ville, sur les pontons richement pavoisés et enguirlandés, au fracas des détonations de l'artillerie, au bruit des cloches lancées à toute volée, au son des fanfares de dix musiques militaires accompagnant les cantiques, les gloria in excelsis de quatre-vingt mille spectateurs électrisés. Il pleuvait fort mais la foule tenait bon contre l'averse. Ce fut un superbe spectacle ! »

## La nouvelle église

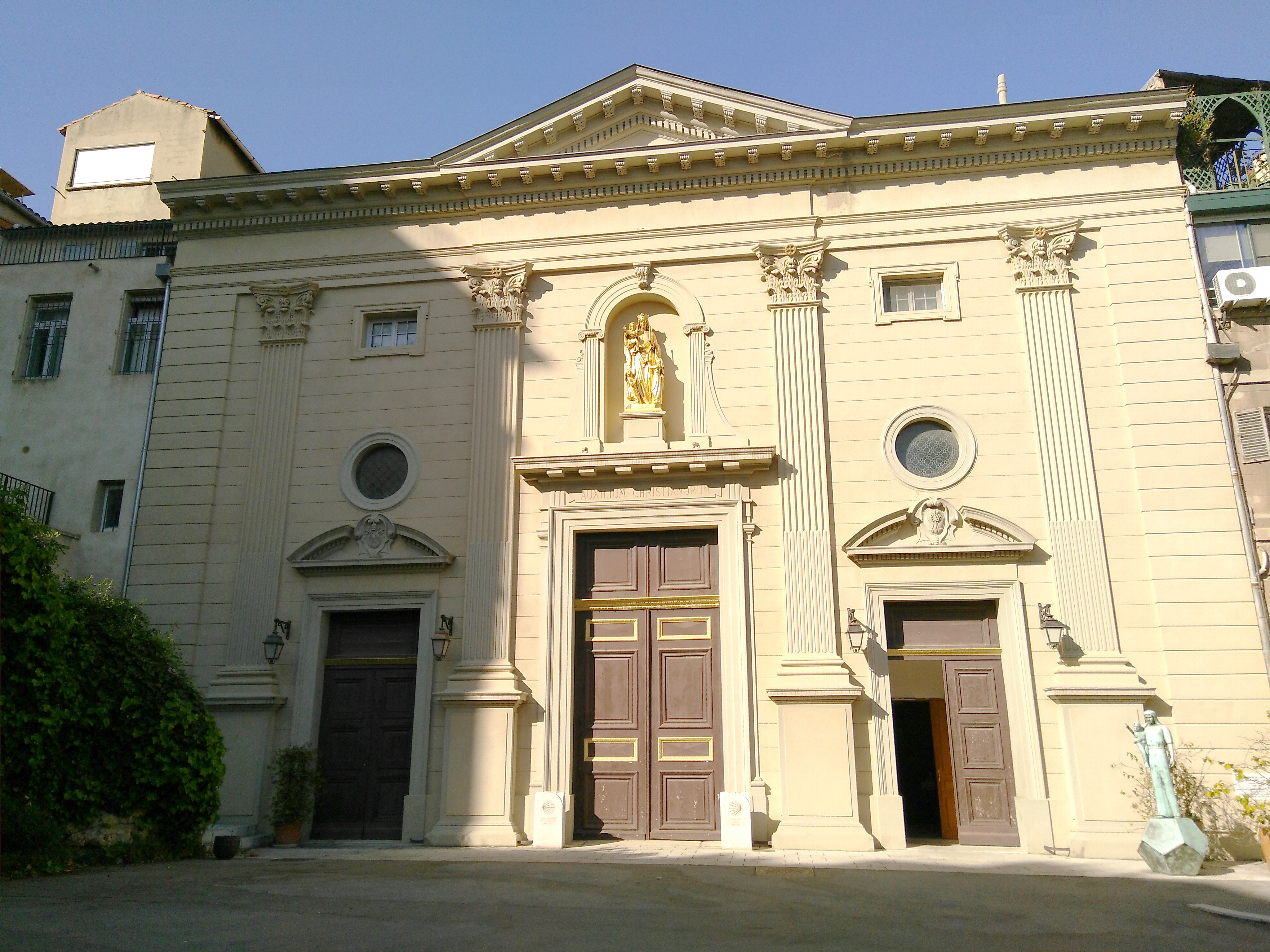
Façade de la nouvelle église.

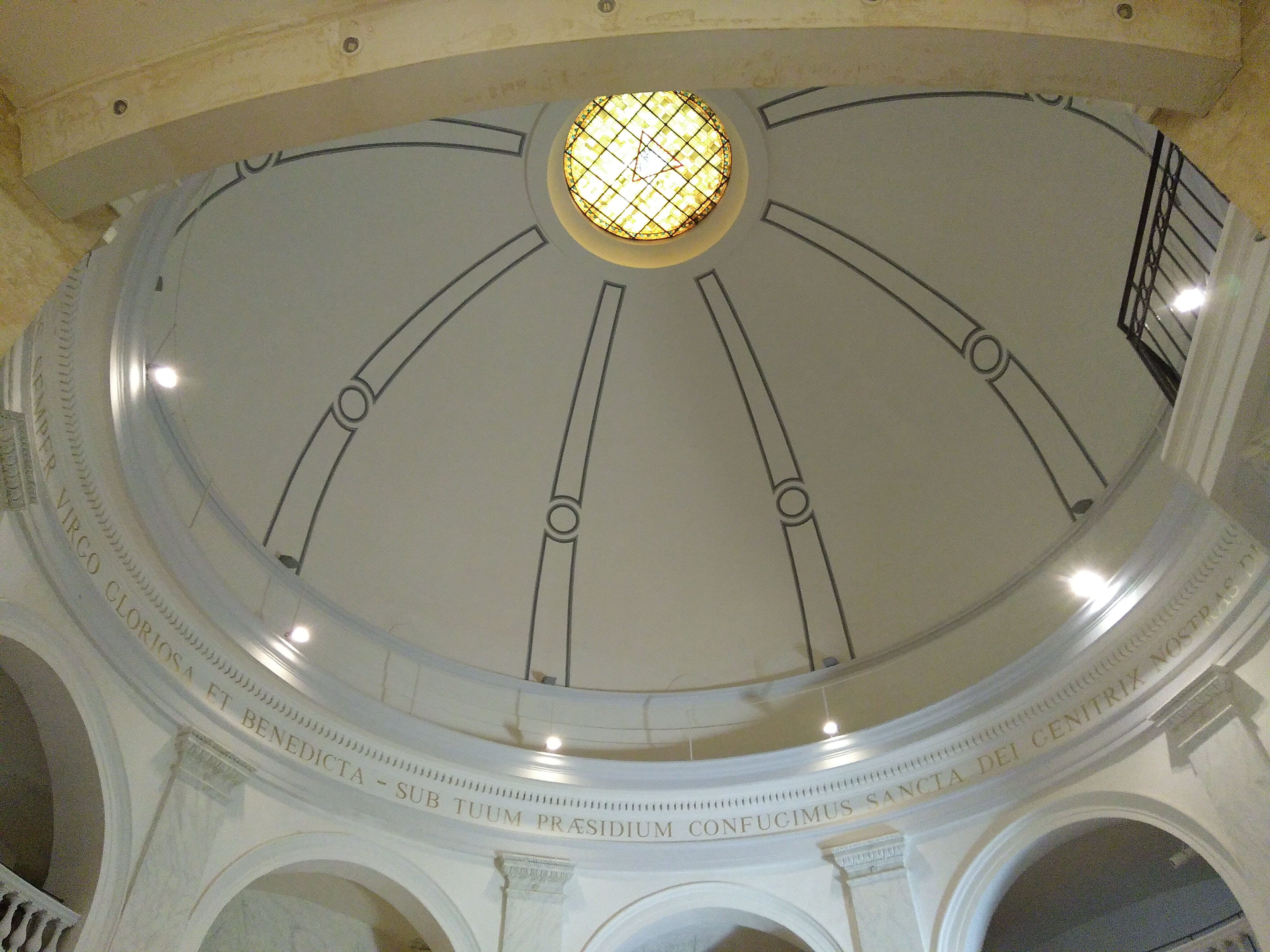
Vue intérieure de la coupole.

Après la mission la place du Calvaire devient un lieu de pèlerinage. En 1821, la congrégation des Missionnaires de Provence prend en charge le service religieux et s'installe à proximité rue du Poirier, dans l'ancienne résidence des chanoines des Accoules. Une chapelle en planches est aménagée devant la crypte. Un projet de construction d'une nouvelle église prend corps, une souscription est ouverte. Le chantier commence en 1824 avant même la délibération favorable du conseil municipal du 5 août 1824. L'ouverture de l'église au culte a lieu le 2 août 1826. Le 27 mai 1828, elle est consacrée par l'évêque Charles-Fortuné de Mazenod, oncle d'Eugène de Mazenod, sous le même vocable que l'ancienne collégiale des Accoules : Notre-Dame-du-Bon-Secours. Ainsi est parachevé l'établissement des Missionnaires de Provence à Marseille, alors que les Missionnaires de France doivent quitter la ville.
La nouvelle église est bâtie à droite du calvaire, encastrée dans les rochers de la montée du Saint-Esprit. La forme du terrain inspire un plan centré et une coupole sur le modèle du Panthéon. Une façade plane à trois travées avec pilastres et fronton vient masquer la forme circulaire de l'édifice et dialoguer avec celle du palais de justice voisin.
En 1940, durant la Seconde Guerre mondiale, l’église est endommagée par un bombardement. Elle est restaurée en 1951 grâce à un financement au titre des dommages de guerre. Un nouveau chantier se déroule de 2007 à 2013. La source qui coulait sous l'église est canalisée pour remédier aux problèmes d'humidité, la coupole est reconstruite, l'arrondi de l'église rétabli et le clocher restauré.

## Divers

### L'affaire Gaufridy
En 1610, Louis Gaufridy curé de Notre-Dame-des-Accoules est accusé de sorcellerie et de magie sur les déclarations de deux religieuses ursulines d'Aix-en-Provence : Madeleine de Demandolx de la Palud, fille d'une riche paroissienne des Accoules, et Louise Capeau. Jugé coupable après avoir été soumis au cachot et a la question, il est brûlé vif sur la place des Prêcheurs à Aix-en-Provence le 30 avril 1611, avec un grand retentissement dans tout le royaume.

### Représentation en peinture
- Jacques Van den Bussche, Clocher des Accoules, huile sur toile, Musée des Beaux-Arts de Marseille.